# Robert Curzon (14e baron Zouche)
Pour les articles homonymes, voir Curzon (homonymie).
Robert Curzon, 14e baron Zouche (16 mars 1810 - 2 août 1873), est un voyageur anglais, diplomate et auteur, actif au Proche-Orient. Il est responsable de l'acquisition de plusieurs manuscrits bibliques importants de monastères orthodoxes orientaux. 

## Jeunesse
Il est le fils de Robert Curzon, fils cadet de Assheton Curzon (1er vicomte Curzon), et son épouse Harriet Anne Bishopp, treizième baronne Zouche. La baronne Zouche succède à son père Cecil Bisshopp 8e baronnet Bishopp de Parham Park, dans le comté de Sussex de l'Ouest après son frère le lieutenant-colonel Cecil Bisshopp, tué dans la guerre de 1812 contre les Américains. La baronnie de Bishopp passe à un cousin. Curzon fait ses études à Charterhouse et à Christ Church, Oxford. 

## Carrière
En 1831, il succède à son père en tant que député de Clitheroe au Parlement, poste qu'il occupe jusqu'à l'année suivante. Dans de ses visites dans les monastères du Levant (1849), il décrit et justifie ses actions. Il visite le mont Athos en 1837 et, au monastère de Saint-Paul, il raconte que l'abbé dit: "Nous n'utilisons pas les livres anciens, et nous serions heureux que vous en acceptiez un", sur lequel il en prend deux, dont un Evangile bulgare du XIVe siècle, actuellement à la British Library. 
En 1842-1843, Curzon est commissaire adjoint britannique à Erzurum dans le cadre de la commission de démarcation anglo-turque-perse-russe visant à délimiter les frontières turque et perse. 
Il succède à sa mère comme Baron Zouche en 1870. Il meurt en août 1873 à 63 ans et est remplacé par son fils Robert Nathaniel Cecil George Curzon puis par sa fille Darea Curzon, 16e baronne Zouche (née le 13 novembre 1860, décédée le 7 avril 1917). 
En 1834, il apporte des manuscrits de Palestine (notamment les codex 548, 552 - 554 du Nouveau Testament grec) et en 1837 de la péninsule d'Athos, parmi lesquels les importants évangiles bulgares du tsar Ivan Alexander et les codex de l'Évangile 547, 549 - 551, 910 - 911). Après sa mort, ils sont d'abord prêtés au British Museum, puis donnés par sa fille. Ils sont maintenant transférés à la British Library. 

## Travaux
- Visits to Monasteries in the Levant, Londres, 1849 (lire en ligne)
- Armenia : A year at Erzeroom, and on the frontiers of Russia, Turkey, and Persia, Londres, 1854 (lire en ligne)